# Ouled Addi Guebala
Ouled Addi Guebala è un comune dell'Algeria, situato nella provincia di M'Sila.